# エイブラハム・ザプルーダー

「ザプルーダー・フィルム」で撮られた、最初の銃弾が命中し喉を押さえるケネディ大統領

エイブラハム・ザプルーダー（Abraham Zapruder、1905年5月15日 - 1970年8月30日） は、アメリカ合衆国テキサス州ダラスの婦人服製造業者で、1963年に同市を訪れたアメリカ合衆国大統領ジョン・F・ケネディの車列をフィルム撮影したことで知られる人物。偶然にもフィルムにケネディの暗殺が撮影されたため、このフィルムは後にザプルーダー・フィルムと呼ばれ、映像による暗殺の完全な記録として有名になった。

## 生い立ち
エイブラハム・ザプルーダーは1905年、当時帝政ロシア領であったウクライナ の都市コーヴェリで、ロシア系ユダヤ人の家庭に生まれた。ザプルーダーはウクライナでは、公式な教育を4年間しか受けていない。1920年、ロシア内戦の混乱の最中、一家はアメリカへ脱出、ニューヨークのブルックリン区に定住した。マンハッタン区のガーメント地区で服飾製造の職を得たザプルーダーは、妻リリアンと1933年に結婚、2人の子供に恵まれた。
1941年、友人からの誘いにより、ダラスに移住、スポーツウェア会社の Nardis に勤務した。1954年には、友人と共同で婦人服製造会社 Jennifer Juniors, Inc. を設立し、会社は Chalet そして Jennifer Juniors という2つのブランドを生み出した。 彼の事務所は暗殺発生現場のディーリー・プラザ沿いのビルにあった。そのビルはリー・ハーヴェイ・オズワルドが大統領に向けて銃撃を行ったとされる、テキサス教科書倉庫ビルの通りを挟んですぐ東隣にあった。 
ザプルーダーは民主党支持者で、ケネディ大統領の崇拝者であった。ケネディがすぐ近くのディーリー・プラザにやって来ることを知ったザプルーダーは、大統領の車列を見物しようと考えた。彼はもともとカメラを持っていくつもりはなかったが、秘書からの勧めにより、ザプルーダーは一旦自宅に戻り、家から1962年に購入したベル&ハウエル社製のカメラを持参して大統領の車列を撮影した。

## 暗殺の目撃者として
ザプルーダーが所持していたカメラは、ベル&ハウエル社製414 PD式8mmカメラで、暗殺を撮影した時には中にコダック社製の安全フィルム、Kodachrome II 8 が入っていた。ザプルーダーは大統領の車列を、エルム通り （暗殺発生現場） に面したコンクリート製のパーゴラ (the Bryan Pergola) の一番西側の端の上に立って撮影していた。姿勢を安定させるため、会社の受付係の女性が背後からザプルーダーを支えていた。この時撮影された歴史的フィルムが、いわゆる『ザプルーダー･フィルム』で、全体で486コマ、映写速度にして約26.6秒の記録である。
ザプルーダーは事務所に帰る途中で、地元紙「ダラス・モーニング・ニュース」の記者に会う。2人はザプルーダーが撮影したフィルムについて話し合い、後にザプルーダーの事務所で再び会うことを約束する。記者はその後すぐ、彼の知人であるシークレット・サービスダラス事務所の職員に会い、記者は彼にザプルーダーのフィルムのことを伝える。2人はその後1時間以内に、一緒にザプルーダーの事務所を訪ねた。ザプルーダーは自分が撮影したフィルムの重要性を認識してフィルムを売ることを考えていたが、つい先ほど目撃した光景によりショックを受けていた彼は、シークレット・サービスの職員に暗殺事件の捜査にのみ使用するという条件でフィルムを手渡すことに同意する。彼らはフィルムを地元のテレビ局「WFAA」に持ち込み現像を試みた。作業の間、ザプルーダーはWFAA の番組に生出演して目撃した暗殺の様子や、自分が撮影したフィルムについて語り、ケネディが頭部のどの辺りに銃撃を受けたかも話している。暗殺発生から2時間も経っていない頃である。
しかし、WFAA は8mmフィルムを現像できなかったため、フィルムはダラスのコダック社の現像所に持ち込まれ、直ちに現像されることになった。コダック社の現像所には8mmフィルムをコピーする設備がなかったため、フィルムは他の現像所がコピーを3本作った後、現像のためコダック社に戻された。ザプルーダーはオリジナルとコピー1本を保有し、他の2本のコピーをシークレット・サービスの職員に渡した。彼はそれらをすぐにワシントンの本部へ送った。 
その晩11:00、ザプルーダーは自宅で、『ライフ』誌の編集者から電話を受けた。翌朝、編集者は飛行機でダラスに向かい、ザプルーダーと面談、フィルムの出版権の購入について話し合いを持つことになった。
その夜ザプルーダーは悪夢を見たと言われている。彼がニューヨークのタイムズスクエアの前を歩いていると、売店に「大統領の頭が爆発するのを見よう!」という広告があるという夢である。この夢を見てザプルーダーは、フィルムで金を儲けても、世間に自分が見たような恐怖をそのまま見せるようなことはしない、と決意した。1963年11月25日、ザプルーダーは『ライフ』誌にオリジナルのフィルムと、それに係る全ての権利を150,000ドルで売却した。売却代金は6年間の分割払いでザプルーダーに支払われたが、最初の1年分の支払い25,000ドルをザプルーダーは、オズワルドに殺害されたダラス市警の警官J・D・ティピットの未亡人と子供たちに寄付した。『ライフ』誌との取引には、フィルムの313コマ目は公開しないという条件が付けられていた。フィルムの313コマ目には、大統領が頭部に致命的な銃弾を受けた瞬間が写っている。

### 証言
11月22日ダラス時間午後9時55分、シークレット・サービスのエージェントが、ジェームズ・ロウニー長官あてに、オリジナルのフィルムからの第一世代のコピーと共に手書きのメモを渡した （ウォーレン委員会文書 CD87）。そのメモでエージェントは、「ザプルーダー氏によれば、少なくとも銃弾の内1発は、氏の背後にいた暗殺者から発砲されたようである」と述べている。しかし、ザプルーダーは、後にウォーレン委員会の公聴会で証言した時には、その見方に対する確信が弱くなっていたようである。
ザプルーダーはまた、当初銃撃が自分の背後から行われたと思ったのは、大統領の頭部の右側が破裂し、警官達が彼の立っていた場所の背後にある駐車場目がけて走っていったからだ、と説明している。

## 暗殺事件後

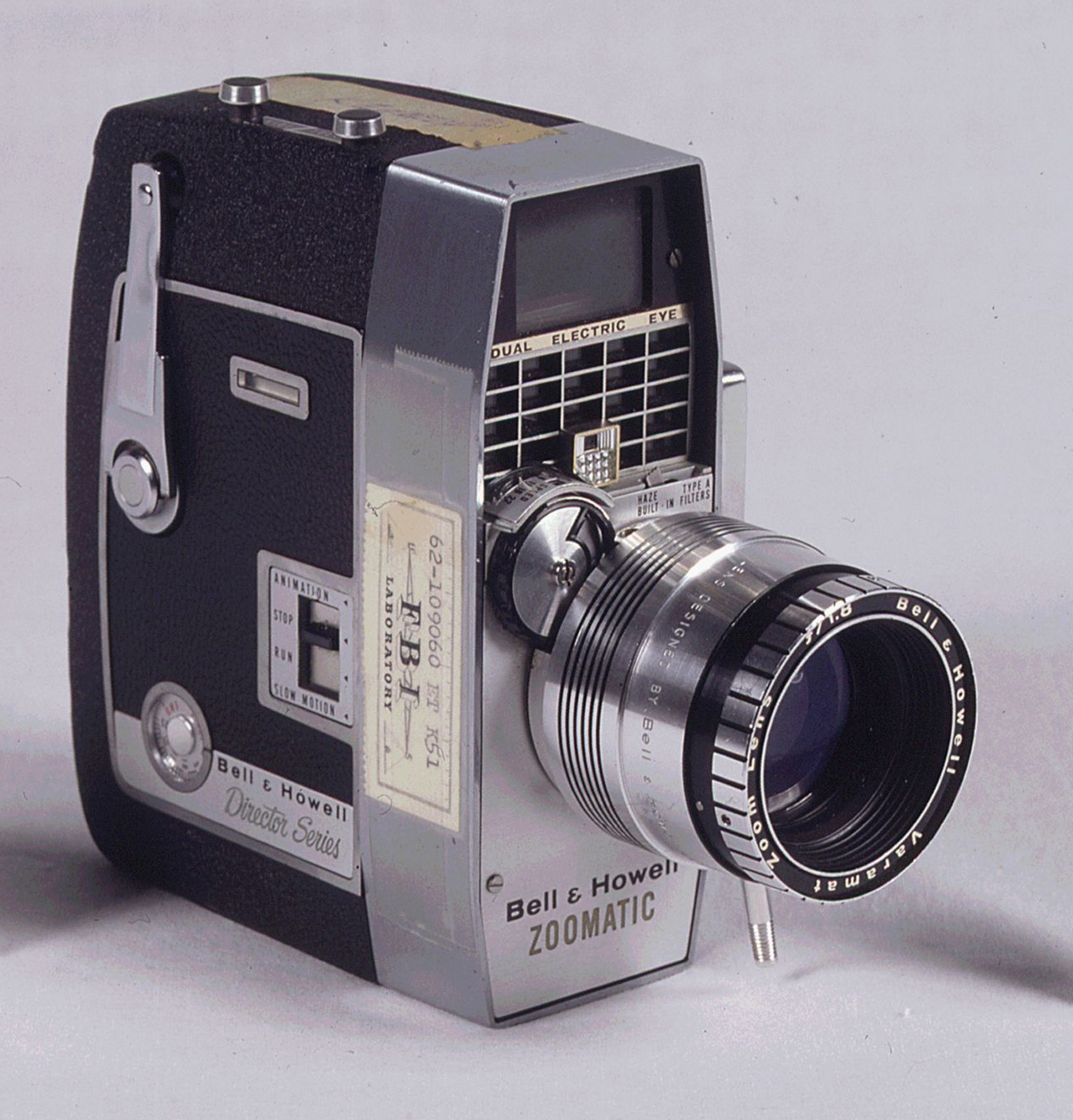
エイブラハム・ザプルーダーが使用したベル & ハウウェル社製カメラ “Zoomatic”

事件後、ザプルーダーは法曹関係者やジャーナリストなどに、フィルムを上映して見せることがあり、その中には、当時CBSの若き記者であったダン・ラザーもいた。
暗殺事件はザプルーダーにとってトラウマとなり、彼はその後カメラを買ったり、使ったりすることが二度と出来なくなった。
ウォーレン委員会の公聴会や、1969年のクレイ・ショー裁判で証言した時、ザプルーダーはその日の恐ろしい出来事を思い出し、崩れ落ちて涙を流したという。翌1970年、ザプルーダーは悪性脳腫瘍によりダラスで死去した。ダラスのEmanu-El Cemeteryに埋葬されている。
ザプルーダーが売却したフィルムの係る諸権利は、遺族により1ドルで買い戻された。

## ザプルーダーに焦点をあてた作品
2013年に公開されたアメリカの映画『パークランド ケネディ暗殺、真実の4日間』では、事件前後のザプルーダーにも焦点をあてており、ポール・ジアマッティがザプルーダーの役を演じている。